# Home Away from Homer
Home Away From Homer, titulado Un hogar lejos de Homero en Hispanoamérica y Hogar sin Homer en España, es el vigésimo episodio de la decimosexta temporada de la serie animada Los Simpson, emitido originalmente el 15 de mayo de 2005. El episodio fue escrito por Joel H. Cohen y dirigido por Bob Anderson. Jason Bateman fue la estrella invitada, interpretándose a sí mismo. Después de haberle ocultado que unas estudiantes se filmaban para Internet en su casa, Ned decide mudarse a un pueblecito lejos de Springfield.

## Sinopsis
Todo comienza cuando Lisa llama a una emisora de radio poco popular y gana cuatro boletos para la película Otoño en Kosovo, que está en su lengua original con subtítulos en inglés. Ya que ella sólo tiene cuatro boletos, Homer deja a Maggie con Ned Flanders. Cuando regresan, Marge recoge a Maggie, y le ofrece pagarle a Ned, dinero que el rechaza a pesar de que le vaya mal por el "Left Mart", pero admite que un poco de dinero extra no le iría mal. Marge sugiere que alquile uno de los cuartos de su casa. Ned se la alquila a dos chicas estudiantes aparentemente extranjeras, que (a sus espaldas) lo usan para su website pornográfico llamado Sexyslumberparty.com. Bart y Milhouse se lo encuentran navegando en internet, y Homer se dedica a extender la noticia, que se expande por la ciudad. Eventualmente Marge lo averigua y descubre a Homer y Bart viendo el video, tras lo cual ella arrastra a Homer a la casa de Ned para hacerlo confesar. Ned se horroriza, echa a sus dos inquilinas y decide abandonar la ciudad al ser el hazmerreír de la vecindad, mudándose a Humbleton, Pensilvania, el hogar de las estatuillas Humildes que Ned colecciona.
Como por culpa de Homer, Ned se fue, Marge le pide que se presente con educación para darle la bienvenida al nuevo vecino que ocupa ahora la casa que fue de la familia Flanders. Resulta ser un entrenador, quien abusa tanto de Homer que él finalmente se pone en busca de Ned y le pide suplicando que vuelva. Ned, aunque poco dispuesto, finalmente es empujado a regresar por los mismos Humbletonianos, quienes lo acosan por mantener su bigote.
El entrenador no se quiere marchar, así que Ned se ve obligado a decirle que debido a que su talón por doscientos mil dólares no tiene fondos, la casa sigue siendo de la familia Flanders legalmente. Sin embargo, el entrenador sigue sin querer irse e intenta darle un golpe a Flanders pero este lo bloquea con una técnica de Suplex torciéndole la muñeca, tumbándolo en el suelo y haciéndole implorar compasión. En ese momento, Homer, aprovechando la debilidad del entrenador, lo golpea en la espalda con una silla.
Finalmente, Homer (quien había robado el órgano de la iglesia) organiza una fiesta por el regreso de Ned a la vecindad y Homer y Ned vuelven a ser vecinos otra vez.